# 세인트폴스 스쿨 (런던)
1509년에 존 콜렛에 의해 설립된 영국의 학교이며,  13세-18세까지의 연령대로 한국의 중고등학교에 해당한다.  전교생은 1000여명으로 런던에 위치하고 있다. 
최초 위치는 런던 세인트폴 성당 마당에 지어졌으나, 1666년 런던 대화재 이후 몇번 자리를 옮긴 후에 1961년 부터 현재 해머스미스 다리 남쪽에 위치하게 되었다.
영국에서 가장 뛰어난 성적을 자랑하는 중고등학교(세컨더리스쿨) 중 하나로, 2010년에는 졸업생의 42%인 74명이 옥스포드나 캠브리지 대학교에 진학했다. 2016년에는 34명의 졸업생이 미국 아이비리그에, 53명이 옥스포드나 캠브리지에 진학했고, 95%의 학생이 러셀그룹(영국의 상위 대학 그룹)에 속하는 대학교에 진학했다. 2017년에는 옥스포드에 40명 캠브리지 32명 합격했으며 40명은 미국 대학으로 진학했다.
학비는 2024년 현재 홈페이지에 따르면 Fourth(14세 이상)인 경우 한 학기에 £9,895이다. 영국의 3학기 제도에서 일년에 £29,685 약 한화 5천만원 정도의 금액이다.

## 유명한 동문
- 존 밀턴(John Milton) 1608, 영국의 대문호, 실락원
- 에드먼드 핼리(Edmond Halley) 1656, 영국의 수학자이자 천문학자, 햴리 혜성.
- 버나드 몽고메리 Bernard Law Montgomery 1887, 2차대전 전쟁영웅 장군
- G. K. 체스터턴 Gilbert Keith Chesterton 1874, 역설의 대가로 알려진 작가
- 샘 하우저 Sam Houser 1971, 록스타 게임즈의 공동창업자
- 조지 오스본 George Osborne 1971, 카메론 수상 아래에서 재무장관을 역임한 정치인